# Manare Radio
Manare Radio es una estación de radio de carácter público, que transmite desde Yopal, capital del departamento de Casanare, ubicado en el oriente de Colombia. Es propiedad del Gobierno del Departamento de Casanare y sus contenidos están orientado a la cultura, valores humanos, informativo y entretenimiento de todo el departamento. Su señal transmite a través de la frecuencia 95.3 FM, e incluso se emiten su señal por algunos departamentos vecinos como Boyacá, Arauca, Meta y Vichada. Se desconoce la fecha de la inauguración de la emisora, por lo que la emisora pudo iniciar sus emisiones unos días después de que el Departamento de Casanare fue admitida como departamento colombiano en 1991. Inicialmente, comenzó sus emisiones bajo el nombre de Cadena Radial del Casanare (afiliada a RCN Radio) y luego se pasó a la frecuencia modulada como Casanare Estéreo, hasta que fue intervenida por el gobierno departamental en el año 2012, y no se completaría su traslado hasta el año 2014, cuando la emisora pasó a la frecuencia de 95.3 FM, ahora bajo el nombre de Manare Radio. 
Durante la emergencia sanitaria del COVID-19, la emisora comenzaría a emitir como un canal de televisión bajo el nombre de Manare TV a través de su cuenta oficial de Facebook.